# Secoisolariciresinoldiglucosid
Secoisolariciresinoldiglucosid ist eine chemische Verbindung aus der Gruppe der Glucoside und ein polyphenolisches Pflanzenlignan.

## Vorkommen

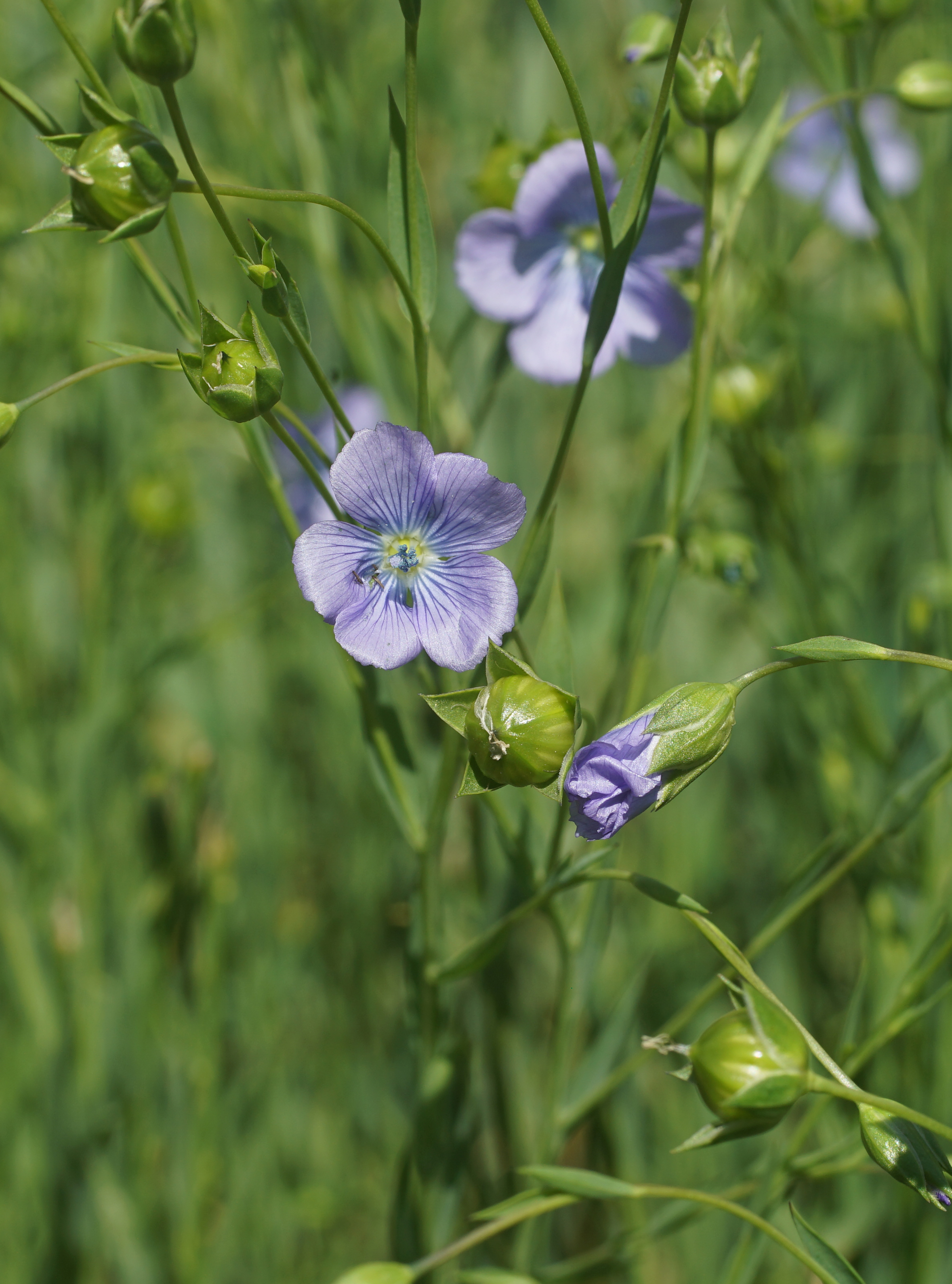
Gemeiner Lein

Secoisolariciresinoldiglucosid kommt natürlich in Gemeinem Lein (Linum usitatissimum) und anderen ölhaltigen Samen und Nüssen sowie in Hülsenfrüchten, Vollkornprodukten, bestimmten Obst- und Gemüsesorten, Kaffee, Tee und Wein vor.

## Eigenschaften
Secoisolariciresinoldiglucosid ist ein weißer Feststoff. Es wird als Phytoöstrogen mit einer schwachen östrogenen Aktivität eingestuft. Secoisolariciresinoldiglucosid und seine Metaboliten bei Säugetieren, Secoisolariciresinol, Enterodiol  und Enterolacton, haben nachweislich antioxidative Eigenschaften.